# Mopungita
La mopungita és un mineral de la classe dels òxids que pertany al subgrup de la stottita. Va ser anomenada en honor de la seva localitat tipus: Mopung Hills (Nevada, EUA).

## Característiques
La mopungita és un hidròxid de fórmula química NaSb5+(OH)₆. Cristal·litza en el sistema tetragonal en forma de cristalls pseudocúbics, que mesuren fins a 0,3 mm, mostrant {001}, {110} i {101}; rarament també apareix en forma d'agulles i incrustacions. La seva duresa a l'escala de Mohs és 3.
Segons la classificació de Nickel-Strunz, la mopungita pertany a «04.FC: Hidròxids (sense V o U), amb OH, sense H₂O; octaedres que comparteixen angles» juntament amb els següents minerals: bernalita, dzhalindita, söhngeïta, burtita, mushistonita, natanita, schoenfliesita, vismirnovita, wickmanita, jeanbandyita, stottita, tetrawickmanita, ferronigerita-2N1S, magnesionigerita-6N6S, magnesionigerita-2N1S, ferronigerita-6N6S, zinconigerita-2N1S, zinconigerita-6N6S, magnesiotaaffeïta-6N'3S i magnesiotaaffeïa-2N'2S.

## Formació i jaciments
La mopungita és un producte de l'oxidació de l'estibina. Va ser descoberta a Green prospect, al Lake District (Comtat de Churchill, Nevada, Estats Units). També ha estat descrita a Itàlia, Eslovàquia i la Xina.
Sol trobar-se associada a altres minerals com: seleni, sofre natiu, estibiconita, senarmontita, romeïta, tripuhyita (Mopung Hills, Nevada, EUA); cetineïta, senarmontita, brizziïta i altres òxids d'antimoni (mina Cetine, Itàlia).